# Piyuyoc
Piyuyoc ist eine Ortschaft im Nordwesten Argentiniens. Sie gehört zum Departamento Iruya in der Provinz Salta und liegt am Fluss Nazareno, etwa 1,5 km nördlich der Ortschaft San Pedro.